# Saurais
Saurais település Franciaországban, Deux-Sèvres megyében. Lakosainak száma 182 fő (2022. január 1.). Saurais La Chapelle-Bertrand, La Ferrière-en-Parthenay, La Peyratte és Saint-Martin-du-Fouilloux községekkel határos.

## Népesség
A település népessége az elmúlt években az alábbi módon változott:
| Lakosok száma | 202  | 198  | 196  | 189  | 190  | 188  | 189  | 185  | 182  |
|               | 2013 | 2015 | 2016 | 2017 | 2018 | 2019 | 2020 | 2021 | 2022 |